# Min polare Gud
Min polare Gud (eng: O, God!) är en amerikansk komedifilm från 1977 i regi av Carl Reiner, med George Burns, John Denver och Teri Garr i huvudrollerna.